# Martin Vahl
Martin Hendriksen Vahl est un botaniste dano-norvégien, né le 10 octobre 1749 à Bergen (Norvège) et mort le 24 décembre 1804 à Copenhague (Danemark). C'est le père du botaniste Jens Vahl (1796-1854).

## Biographie
Il commence à étudier à Bergen avant de venir à Copenhague pour y étudier l'histoire naturelle. Il se rend alors à l'université d'Uppsala pour suivre les cours de Carl von Linné (1707-1778).
Il revient à Copenhague en 1779 et est nommé lecteur au jardin botanique royal. Le roi lui permet alors de visiter l'Europe durant plusieurs années.
Il est nommé professeur à Copenhague en 1785. Il entame alors un voyage à travers son pays afin d'assembler les matériaux pour continuer la Flora Danica (ou Flore danoise) dont sept cahiers étaient parus entre 1761 et 1782. Il supervise ainsi la parution de dix-sept cahiers supplémentaires.
Toujours, grâce aux largesses de son gouvernement, il se rend en 1799 et 1800 aux Provinces-Unies et en France. Quelques années plus tard, il visite l’Afrique du Nord.
Parmi ses ouvrages, il faut citer Symbolæ botanicæ (3 volumes, 1790-1794), Eclogæ Americanæ (3 volumes, 1796-1807), Icones illustrationi plantarum Americanarum in Eclogis descriptarum inserrientes (1798), Enumeratio plantarum (2 volumes, 1805-1807).
Il est professeur à la Société d’histoire naturelle (Naturhistorie Selskabet) de Copenhague en 1786 et occupe la chaire d’histoire naturelle à l’université de Copenhague de 1801 à 1804.
Il participe également à la parution de Zoologia danica. Il laisse, à sa mort, un très riche herbier.